# Glukokortikoid
 Denne artikel bør gennemlæses af en person med fagkendskab for at sikre den faglige korrekthed.

Glukokortikosteroid eller glukokortikoid (glucocorticosteroid, glucocorticoid, glukokortikosteroid eller glukokortikoid) er et hormon med flere virkninger. På grund af forekomsten af glukokortiko-receptoren på næsten alle celler har glukokortikosteroiderne stor indflydelse på mange fysiologiske processer bl.a. på kulhydrat-, lipid- og proteinstofskiftet, på kredsløbet og på immunresponset. Navnet gluko-kortiko-steroid hentyder til reguleringen af glukose-metabolismen, dannelsesstedet i binyrebarken (cortex) og den kemiske form, steroid.
Det må ikke forveksles med kortison.
Glukokortikoider udøver både genomiske og ikke-genomiske handlinger i målceller af adskillige væv som fx hjernen, som udløser en vifte af elektrofysiologisk, metaboliske, sekretoriske og inflammatoriske regulatoriske reaktioner.

## Effekter

### Effekt på immunforsvaret
Glukokortikoider hæmmer immunforsvaret ved at øge genekspressionen af anti-inflammatoriske proteiner.
Denne effekt bliver udnyttet til behandling af autoimmunsygdomme som f.eks. leddegigt ved indsprøjtning af syntetiske glukortikoider, hvilket hæmmer immunforsvarets evne til at skade leddet.

### Effekt på metabolisme
Set fra metabolismen er glukokortikoider primært kataboliske, dvs. de stimulerer nedbrydning af kroppens ressourcer. Herunder er en liste af nogle af glukokortikosteroidernes metaboliske effekter.
- Stimulering af glukoneogenese, hvorved glukose dannes, primært i leveren, fra aminosyrer, glycerol, laktat og nogle fedtsyrer gennem pyruvat.[1]
- Stimulering af lipolyse, hvorved fedt i fedtceller nedbrydes til glycerol og fedtsyrer. Paradoksalt resulterer øget glukokortikosteroid niveau over længere tid i vægtøgelse, hvilket skyldes frigivelse af insulin som respons til øget glukose, der så øger lipogenese mere end glukokortikosteroider øger lipolyse.[2]

Den samlede effekt af dette er at øge glukose niveauet i blodet.

## Klinisk relevans
For mange (både eksogene og endogene) eller for få glukokortikoider i kroppen kan skabe sygdom. Cushings syndrom skyldes for mange glukokortikoider, mens Addisons sygdom skyldes for få.

## Lægemidler
Lægemidler af syntetiske glukokortikosteroider er dexamethason, prednison, prednisolon, hydrokortison og methylprednisolon